# Skuggserien
Skuggserien är en bokserie skriven av Maria Gripe 1982–1988. Böckerna är från utgivna av Bonnier Carlsen förlag.

## Handling
Serien som utspelar sig mellan 1912–1914 handlar om 14-åriga övre medelklass-flickan Berta och den vänskap som hon utvecklar med familjens piga, den två år äldre Caroline. Berta är en jordnära och trygg person, Caroline däremot döljer många hemligheter, hon avslöjar inte gärna fakta om sig själv och ibland undrar man om hon verkligen är den hon utger sig för att vara.

## Om böckerna
I skuggböckerna kan man finna teman och dialoger lånade från tidigare författare ända bort till Platon. Spegelmotivet och skuggmotivet är ledande teman genom alla fyra böckerna och kulminerar längs resans gång. Även kvinnofrågan aktualiseras i Skuggserien, i Skuggan över stenbänken diskuteras kvinnlig rösträtt livligt i Bertas familj. Längre fram i serien ifrågasätts könsrollerna, hur ser man på en man respektive kvinna? och vad är passande för en ung dam med Bertas bakgrund?
Skuggböckerna är kvinnliga utvecklingsromaner, något som är både viktigt och banbrytande eftersom utvecklingsromaner genom alla tider har varit något typiskt för män. De tre första böckerna är skrivna i jag-form ur Bertas perspektiv, Carolin förblir delvis en gåta i dessa böcker. I Skugg-gömman kliver hon fram ur skuggorna och börjar berätta om sig själv och sin komplexa personlighet. Två år efter att denna hade getts ut gav Maria Gripe ut Skuggornas barn på nytt med vissa ändringar med tanke på att Skugg-gömman skulle ha ändrat Bertas perspektiv. 

## Miniserie
Böckerna filmatiserades som en TV-serie i regi av Marianne Ahrne och fick då namnet Flickan vid stenbänken. Den visades 1989 och 2001 på SVT.

## Böckerna i serien
- 1982 Skuggan över stenbänken
- 1984 ...och de vita skuggorna i skogen
- 1986 Skuggornas barn
- 1988 Skugg-gömman